# Startleistung (Triebwerk)
Die Startleistung (MTOP = maximum takeoff power) eines Flugtriebwerks bezeichnet die maximale Leistung, die beim Start eines Luftfahrzeuges für das Abheben und den anschließenden Steigflug zur Verfügung steht. Sie ist in der Regel höher als die zulässige Dauerleistung (METO = maximal power except takeoff). 
Sie muss gewährleisten, dass auch mit dem höchsten zulässigen Startgewicht das Luftfahrzeug nach dem Abheben jederzeit die Sicherheitsflughöhe (engl. minimum sector altitude, MSA) einhalten kann, um z. B. hinter der Startbahn evtl. befindliche Luftfahrthindernisse zu überfliegen.
Die zulässige Startleistung wird in einem Zulassungsprozess ermittelt. Dabei werden thermische und mechanische Grenzen des Triebwerks als Rahmen gesteckt, die auch kurzzeitig nicht überschritten werden dürfen. In der Regel ist die Startleistung zeitlich zwischen fünf (alle Triebwerke) und zehn Minuten (ein Triebwerk ausgefallen) begrenzt. Abhängig von der Zulassungsstelle werden verschiedene Maschinenzyklen geprüft.
Die FAA schreibt unter anderem einen 30-Stunden-Lauf vor, bei dem in 5-Minuten-Zyklen zwischen Startleistung und maximaler Reiseleistung hin und her geschaltet wird.